# ОШ „Прота Матеја Ненадовић” ИО Бабина Лука
ОШ „Прота Матеја Ненадовић” ИО Бабина Лука је издвојено одељење школе у Бранковини.
Издвојено одељење у Бабиној Луци је удаљено од матичне школе 5 км, у централном делу села и близу цркве. Настава се изводи у две учионице.